# Ludza (Rītupe)
Die Ludza (lettisch) (russisch Лжа (Lscha)) ist ein Fluss im Osten Lettlands und im Westen Russlands.
Der Fluss entspringt dem Großen Ludza-See bei der gleichnamigen Stadt Ludza. Der Oberlauf verläuft durch sumpfiges Gebiet in Richtung Norden und bildet für 27 km die Grenze zwischen Russland und Lettland. Am Mittellauf wird das Fluss-Gefälle stärker, durch Dolomitfelsen bildeten sich einige Untiefen und Stromschnellen. Ab diesem Bereich sind die Ufer hauptsächlich bewaldet. Nahe der Einmündung in die Rītupe (Utroja) verläuft die Eisenbahnlinie Pskow – Rēzekne. Größter Zufluss ist die Innitsa (rechts 91 km vor der Mündung).